# Episodi di La pattuglia della strada (prima stagione)
La prima stagione della serie televisiva La pattuglia della strada è andata in onda negli Stati Uniti dal 3 ottobre 1955 al 25 giugno 1956 in syndication.
| nº | Titolo originale  | Prima TV USA     | Titolo italiano | Prima TV Italia |
| -- | ----------------- | ---------------- | --------------- | --------------- |
| 1  | Prison Break      | 3 ottobre 1955   |                 |                 |
| 2  | Machine-Napping   | 10 ottobre 1955  |                 |                 |
| 3  | Reckless Driving  | 17 ottobre 1955  |                 |                 |
| 4  | Lookout           | 24 ottobre 1955  |                 |                 |
| 5  | Gambling          | 31 ottobre 1955  |                 |                 |
| 6  | Hitchhiker        | 7 novembre 1955  |                 |                 |
| 7  | Desert Town       | 14 novembre 1955 |                 |                 |
| 8  | Radioactive       | 21 novembre 1955 |                 |                 |
| 9  | Reformed Criminal | dicembre 1955    |                 |                 |
| 10 | Father Thief      | 5 dicembre 1955  |                 |                 |
| 11 | Retired Gangster  | dicembre 1955    |                 |                 |
| 12 | Phony Insurance   | 19 dicembre 1955 |                 |                 |
| 13 | Escort            | gennaio 1956     |                 |                 |
| 14 | Resort            | 2 gennaio 1956   |                 |                 |
| 15 | Girl Bandit       | 9 gennaio 1956   |                 |                 |
| 16 | Mountain Copter   | 16 gennaio 1956  |                 |                 |
| 17 | Lie Detector      | 23 gennaio 1956  |                 |                 |
| 18 | Scared Cop        | febbraio 1956    |                 |                 |
| 19 | Harbor Story      | 1956             |                 |                 |
| 20 | Hit and Run       | 13 febbraio 1956 |                 |                 |
| 21 | Car Theft         | 20 febbraio 1956 |                 |                 |
| 22 | Human Bomb        | 1955             |                 |                 |
| 23 | Plane Crash       | marzo 1956       |                 |                 |
| 24 | Desert Copter     | 12 marzo 1956    |                 |                 |
| 25 | Plant Robbery     | 19 marzo 1956    |                 |                 |
| 26 | Released Convict  | 1956             |                 |                 |
| 27 | Motorcycle A      | 2 aprile 1956    |                 |                 |
| 28 | Mental Patient    | 9 aprile 1956    |                 |                 |
| 29 | License Plates    | 16 aprile 1956   |                 |                 |
| 30 | Hitchhiker Dies   | 23 aprile 1956   |                 |                 |
| 31 | Blast Area Copter | 30 aprile 1956   |                 |                 |
| 32 | Anti-Toxin        | maggio 1956      |                 |                 |
| 33 | Dead Patrolman    | 14 maggio 1956   |                 |                 |
| 34 | Art Robbery       | 21 maggio 1956   |                 |                 |
| 35 | Runaway Boy       | 28 maggio 1956   |                 |                 |
| 36 | Taxi              | 4 giugno 1956    |                 |                 |
| 37 | Missing Witness   | 11 giugno 1956   |                 |                 |
| 38 | Prospector        | 18 giugno 1956   |                 |                 |
| 39 | Christmas Story   | 25 giugno 1956   |                 |                 |

## Prison Break
- Prima televisiva: 3 ottobre 1955

### Trama
- Interpreti: Broderick Crawford (Dan Mathews), Robert Stevenson (Ralph Neal), Fritz Ford (ufficiale Petersen), Harry Cody (Jeff Parker), Paul Bryar (Mat Parker), William Challee (Garage Man), Gilman Rankin (Vince), Jay Douglas (ufficiale Len Dorsey), Charles Seel (Les Wilkins - School Bus Driver), Bobby Mittelstaedt (Billy Peterson), Isa Ashdown (Maggie Peterson), Paul Hahn (ufficiale Brown), Jim O'Neill (agente di polizia Stevens), William Slack (agente di polizia Harris), Frank Hanley (sergente), Paul Burke (agente di polizia Halsey), Diane Brewster (Dispatcher)

## Machine-Napping
- Prima televisiva: 10 ottobre 1955

### Trama
- Interpreti: Broderick Crawford (Dan Mathews), Guy Kingsford (Charlie - First Thief), Sidney Clute (Second Thief), Paul Power (Richard Ferris), William Forrest (tenente Andrews), Gregg Palmer (sergente), Michael Harris (Plainclothes Officer), Butler Hixon (direttore della banca), Arthur Lovejoy (Carjack Victim), Dallas Boyd (guardia di Security), Guy Zanette (Workman), Roy Bourgeois (Helicopter Pilot)

## Reckless Driving
- Prima televisiva: 17 ottobre 1955

### Trama
- Interpreti: Hugh Sanders (Harry Brent), Vivi Janiss (Clara Brent), Grant Scott (Leo Adams), William Boyett (ufficiale Gus Johnson), Irving Mitchell (DMV Clerk), Gail Gregg (cameriera)

## Lookout
- Prima televisiva: 24 ottobre 1955

### Trama
- Interpreti: Michael Garth (Joe Bradshaw), Meg Randall (Grace Bradshaw), Bill Page (Tom Fowler), Joe Turkel (Charlie Fowler), Vance Skarstedt (ufficiale Larrabee), Karner Benjamin (ufficiale), Cornelius Keefe (Bowling Center Proprietor), Lester Dorr (Mac Benson)

## Gambling
- Prima televisiva: 31 ottobre 1955

### Trama
- Interpreti: Morgan Jones (sergente Corey), Robert Knapp (sceriffo Barney Bishop), Russ Whiteman (Al Sandy), Robert Patten (Ollie Dyer), Don Mathers (Hall), David Dwight (cameriere)

## Hitchhiker
- Prima televisiva: 7 novembre 1955

### Trama
- Interpreti: Paul Keast (Hutkins), John Ayres (Autopsy Physician), Robin Short (Hank Willis), John Hart (sergente), Jon Locke (ufficiale Garvey), William Hughes (Mr. Banning), Effie Laird (Landlady), Leo Needham (Carl Seward), Fritz Ford (ufficiale Petersen), Sandy Sanders (Ralph Parry)

## Desert Town
- Prima televisiva: 14 novembre 1955

### Trama
- Interpreti: Clark Howat (Hank - Officer 1730), Kay Faylen (Jenny Crane), Don C. Harvey (Rollie Sanders), Francis McDonald (Charlie Barrett), Bert Holland (Eddie - Gravedigger), Everett Glass (Doc Taylor), Paul Hahn

## Radioactive
- Prima televisiva: 21 novembre 1955

### Trama
- Interpreti: Jack Stang (Herb Williams), Cyril Delevanti (Mr. Hoyt), George Meader (Mr. Adams), Kathleen Mulqueen (Mrs. Wright), Ralph Neff (Paloger), Pat Conway (Mel), Ray Lennert (Mr. Jordan junk dealer), Claudia Barrett (Ann), Carl Princi (Eric Pride), Richard Deems (ufficiale)

## Reformed Criminal
- Prima televisiva: dicembre 1955

### Trama
- Interpreti: Lee Roberts (Frank Bacawley aka Frank Wood), House Peters Jr. (Pastor Martin Rock), Terry Frost (sergente Morris), Hal Taggart (Mr. Hastings), Pierce Lyden (Ed Hutchins), Roy Regnier (Joe - garage proprieter), Robert Shield, Richard B. Fitzgerald, Charlotte Lawrence (Police Dispatcher)

## Father Thief
- Prima televisiva: 5 dicembre 1955

### Trama
- Interpreti: Frank Gerstle (sergente Betts), Del Erickson (Grant Elliot), Jim Hayward (Charles Elliot), Jay Douglas (ufficiale Len Dorsey), Robert Shield (dottor Miller), George Taylor (Ralph Yates), William Traylor (ufficiale)

## Retired Gangster
- Prima televisiva: dicembre 1955

### Trama
- Interpreti: Gordon Wynn (Unidentified Role), Carleton Young (Jack McCall), Jonathan Haze (Ted Kramer - Sniper), Mel Welles (Max Jersey), Paul Brinegar (Blainey), Tony Russel (Jimmy Wilson), Eric Alden (ufficiale Jennings)

## Phony Insurance
- Prima televisiva: 19 dicembre 1955

### Trama
- Interpreti: Roy Engel (Masterson), Robert Nash (Jim Hawley), James Anderson (Gus Montana), Rodney Bell (George Morton), Dean Cromer (ufficiale Henderson), William Haade (camionista), Glen Kilburn (Mike), Ralph Manza (Jenkins), Bill Erwin (Artie)

## Escort
- Prima televisiva: gennaio 1956

### Trama
- Interpreti: George Milan (sergente Milan), Robert Griffin (Powers), Baynes Barron (Johnny Barr), Emil Sitka (scagnozzo), Ben Moselle (Lefty), Richard Elmore (camionista), Creighton Hale (senatore Day), Gilbert Fallman (Ed), Edward Coch (Hank), John De Simone (scagnozzo), Rex May (senatore Day decoy), Byron Keith (ufficiale)

## Resort
- Prima televisiva: 2 gennaio 1956

### Trama
- Interpreti: Will J. White (Ed Coleman), Nancy Howard (Angie), Rhodes Reason (Al Miller), Irene Anders (Gloria Miller), James Dobson (William 'Red' Richardson), Buck Young (meccanico), Julian Upton (Frank - bellhop), Peter Brocco (Arnold Blackwell)

## Girl Bandit
- Prima televisiva: 9 gennaio 1956

### Trama
- Interpreti: Michael Forest (Highway Patrolman Crain), Bruce Cowling (Desk Sergeant), Gayne Whitman (dottor Kennedy), Jeanne Cooper (Louise Douglas), Don Kelly (Paul Lawson / Frank Douglas), Don Kennedy (Highway Patrolman), Jason Johnson (Trucking Office Manager), Guy Prescott (Man Driving Convertible)

## Mountain Copter
- Prima televisiva: 16 gennaio 1956

### Trama
- Interpreti: Michael Legend (Walt Hollis), Nancy Hadley (Frieda Hollis), Brad Trumbull (Micky Demarest), Joe Cranston (Ranger Ben Seward), Britt Lomond (Highway Patrolman Melton), Roy Bourgeois (Roy Helicopter Pilot)

## Lie Detector
- Prima televisiva: 23 gennaio 1956

### Trama
- Interpreti: Byron Keith (ufficiale Peterson), Marie Stoddard (Mrs. Ethel Carey), Gene Reynolds (Henry Carey), Jonathan Hole (Roger Taylor), Marvin Press (Wilbur Morgan), Michael Garrett (ufficiale Mike Bergen)

## Scared Cop
- Prima televisiva: febbraio 1956

### Trama
- Interpreti: Robert Patten (agente di polizia Mark Reynolds), Dennis Cross (Bill Reynolds / John Bennett), Watson Downs (Mr. Reynolds), Rachel Ames (Anne Reynolds), Terry Frost (sergente Bruce Morris), Morgan Shaan (agente di polizia), Peter M. Thompson (Leonard - Patrolman), Michael Mark (Elderly Surveyor Driver)

## Harbor Story
- Prima televisiva: febbraio 1956

### Trama
- Interpreti: Ford Stevens (Caxton), Leo V. Matranga (Curtis), Peter Davis (Gellar), George Becwar (Miles Larberg), Stuart Whitman (Bill Martin (Skin Diver), Guy Williams (ufficiale Hansen), John Hart (sergente (Dispatcher), Charles H. Gray (ufficiale Edwards), Patty Ann Gerrity (Girl on beach), Tony Blankley (Kenny)

## Hit and Run
- Prima televisiva: 13 febbraio 1956

### Trama
- Interpreti: Eleanore Tanin (Helen Barton), Troy Melton (Joe Barton), Margaret Irving (Irene Tewell), Bobby Watson (Ted Tewell), Harry Hines (Mr. Dilling), Morgan Jones (sergente Corey), Jay Douglas (ufficiale Dorsey), Monty Ash (Al (Lab Technician)

## Car Theft
- Prima televisiva: 20 febbraio 1956

### Trama
- Interpreti: Byron Keith (ufficiale Ellsworth), William Hunt (Leroy Edwards), Guy Rennie (Charley Giddings), Alan Aric (Jimmy Higgins), Glenn Dixon (Virgil Ferrest)

## Human Bomb
- Prima televisiva: 1955

### Trama
- Interpreti: William Vaughn (Jay Detterick), Ralph Montgomery (Bernie Jackson), Marty May (Demolition Officer Harry Sellars), Arthur Cassell (Schoolboy Hitchhiker), Morgan Jones (sergente Corey), Charlotte Lawrence (Police Dispatcher), Sandy Sanders (Motorcycle Patrolman 2646)

## Plane Crash
- Prima televisiva: marzo 1956

### Trama
- Interpreti: Guy Williams (ufficiale Barney), Mack Williams (Harry Barlow), Helen Brown (Ellen Barlow), Richard Newton (Steve Wasson), Gloria Grant (Ginny Barlow), Bob Hopkins (Eddie Cooper), Tara Summers (moglie di Cooper), Charles H. Gray (ufficiale Edwards)

## Desert Copter
- Prima televisiva: 12 marzo 1956

### Trama
- Interpreti: Byron Keith (ufficiale Ellsworth), Kirby Smith (professore Steve Lamont), Dennis McCarthy (Instructor Gordon Ryan), Craig Duncan (Diner Counterman), Elmore Vincent (addetto al distributore di benzina), Roy Bourgeois (camionista)

## Plant Robbery
- Prima televisiva: 19 marzo 1956

### Trama
- Interpreti: Steven Ritch (Art Denson), Mercedes Shirley (Kay Denson), Paul Gary (Walter E. Burns), Terry Frost (sergente Moore), Monty Ash (Al (Lab Technician), Jay Douglas (ufficiale Dorsey), James Logan (Mr. Gregory)

## Released Convict
- Prima televisiva: 1956

### Trama
- Interpreti: Paul Sorensen (Steve Naylor), Gary Roark (Carson - Diner Owner), Frederick Ford (Wilson - Insurance Investigator), Kirk Alyn (Desk Sergeant), William Boyett (ufficiale Johnson), Eddie Gallagher (Peterson - Plainclothes officer), Charles H. Gray (ufficiale)

## Motorcycle A
- Prima televisiva: 2 aprile 1956

### Trama
- Interpreti: Jack Edwards (Bernie Sills), Paula Houston (Mrs. Birdie Sills), Clint Eastwood (Joe Keeley), John Compton (Nick West), Jay Douglas (ufficiale Dorsey), Steve Masino (Ralph Hogan), Sandy Sanders ('Undercover' Officer)

## Mental Patient
- Prima televisiva: 9 aprile 1956

### Trama
- Interpreti: Anthony George (Clarence Miller), Riza Royce (Lucy Clifford), Frank Fenton (Milo Hobson), Byron Keith (ufficiale Ellsworth), Monty Ash (Al (Lab Technician), Kirk Alyn (agente di polizia), Terry Frost (sergente Morse)

## License Plates
- Prima televisiva: 16 aprile 1956

### Trama
- Interpreti: Rayford Barnes (Seth Roberts), Paul Engle (Jimmy James), Jacqueline Holt (Helen Grace), Morgan Jones (sergente Corey), Charles Postal (Mr. Williams), James Hyland (Carl Simmons), Lyn Guild (Cara Roberts), Jack Finch (Mr. McGurrin)

## Hitchhiker Dies
- Prima televisiva: 23 aprile 1956

### Trama
- Interpreti: James Stone (Warren Siddons), John Close (Stash Erwin), William Boyett (ufficiale Johnson), Emmaline Henry (Gloria Burgess / Margaret Mason), Dan Sturkie (Mr. Steadman, Payroll Supervisor), Charles H. Gray (ufficiale Edwards), Shirley O'Hara (Payroll Clerk), Sid Cassel (guardia at Gate)

## Blast Area Copter
- Prima televisiva: 30 aprile 1956

### Trama
- Interpreti: Paul Richards (Joe White / Jim), Helene Stanton (Marge), Tyler McVey (Fred - Engineer), Morgan Jones (sergente Corey 3822), Roy Bourgeois (Roy Helicopter pilot)

## Anti-Toxin
- Prima televisiva: maggio 1956

### Trama
- Interpreti: Howard Wright (dottor Leonard), Gordon Barnes (Marty Grower), Mike Noble (Johnny Bell), Jack Lomas (Fred Bell), Danni Sue Nolan (Mrs. Doris Gower), Wes Hudman (sceriffo John Cook), John Frederick (Highway Parolman Able)

## Dead Patrolman
- Prima televisiva: 14 maggio 1956

### Trama
- Interpreti: Hank Patterson (Frank Handley), Ruth Clifford (Theo Nielson), Gene Roth (Larry Gardner), Lee Rhodes (George), Jay Douglas (ufficiale Dorsey), William Boyett (ufficiale Johnson)

## Art Robbery
- Prima televisiva: 21 maggio 1956

### Trama
- Interpreti: Robert Christopher (Tony Wells), John Craven (Ed Wells), Gregg Martell (Deliveryman), Carlyle Mitchell (George Mills), Joseph Forte (Carter Giles), Jay Douglas (ufficiale Dorsey)

## Runaway Boy
- Prima televisiva: 28 maggio 1956

### Trama
- Interpreti: Brad Morrow (Jimmy Adams), Eve McVeagh (Mrs. West), Howard Wright (Ophthalmologist), Gregory Moffett (Eddie Streeter), Joe Brown Jr. (Mr. Hastings), Mauritz Hugo (James Adams), Richard Devon (Gorman), Guy Williams (ufficiale)

## Taxi
- Prima televisiva: 4 giugno 1956

### Trama
- Interpreti: Terry Frost (sergente Moore), Joe Flynn (Steve Stankey), Byron Kane (tassista), Tom Pittman (Carjack Victim), Tom Dillon (Edward), Opal Euard (Mae), David Lipp (addetto al distributore di benzina)

## Missing Witness
- Prima televisiva: 11 giugno 1956

### Trama
- Interpreti: Pat Walter (Molly Weems), Bing Russell (Joe Macklin), Morgan Jones (sergente Corey), John Dennis (Ralph Reagan)

## Prospector
- Prima televisiva: 18 giugno 1956

### Trama
- Interpreti: Billy Griffith (Asa McQueen), Elizabeth Slifer (Maggie Hammond), Stewart Nedd (Brownie Osborne), Morgan Jones (sergente Corey), Helene Hatch (Jessie Frye), Joan Dixon (Dispatcher), Harvey B. Dunn (Charlie Webster), Sam Flint (E.L. Dunn)

## Christmas Story
- Prima televisiva: 25 giugno 1956

### Trama
- Interpreti: William F. Leicester (Ted Spaeth), Jeanne Baird (Laura Spaeth), Michelle Ducasse (Julie Spaeth), Morgan Jones (sergente Corey), Elmore Vincent (Santa Claus), Billy Wayne (Motel Manager)